# Hip Hug-Her
Singles de Booker T. and the M.G.'s
Jingle Bells
(1966) Groovin'
(1967)
Hip Hug-Her est un morceau instrumental du groupe de soul américain Booker T. and the M.G.’s sorti en 1967. Ce single est le plus grand succès de groupe depuis Green Onions cinq ans plus tôt.

## Historique
Le morceau est édité en single chez Stax le 21 février 1967, avec Summertime en face B, le standard de jazz signé Gershwin. Cet enregistrement est le premier sur lequel Booker T. Jones joue de l’orgue Hammond B-3, au lieu des M-1 Spinet ou M3 utilisés habituellement. Dès lors, le B-3 devient son instrument fétiche. La sobriété de la mélodie, le groove funky, la guitare flamboyante de Steve Cropper, le rythme métronomique d’Al Jackson et la basse vrombissante de Donald "Duck" Dunn assurent le succès du morceau.
Hip Hug-Her se classe no 6 dans le palmarès Hot R&B Singles du magazine Billboard, et 37e dans le Billboard Hot 100. Le disque se vend à 400 000 exemplaires. Le morceau est ensuite intégré dans l’album homonyme qui parait en juin 1967.
Cette musique fait partie des morceaux interprétés par le groupe au festival international de musique pop de Monterey en 1967. Elle figure aussi dans l’album live Back to Back enregistré en Europe lors de la tournée Stax/Volt la même année.
Le morceau est utilisé en ouverture et en clôture du film Barfly de Barbet Schroeder. On le retrouve en 1992 dans la bande originale de la série Bienvenue en Alaska (album Northern Exposure: Music from the Television Series). Il est aussi présent dans les films Rush Hour (1998), Talk to Me (2007), Argo (2012), Detroit (2017) ou Dolemite Is My Name (2019).

### Musiciens
- Booker T. Jones – orgue Hammond
- Steve Cropper – guitare
- Donald Dunn – basse
- Al Jackson, Jr. – batterie, percussions

## Reprises et autres utilisations

### Reprises
Le morceau est repris par différents artistes dans différents styles,.
- 1967 :
  - le trompettiste cubain Chico O'Farrill, sur l'album Married Well.
  - Machito and His Orchestra, sur l'album Machito Goes Memphis.
- 1968 : Jackie Mittoo and the Soul Vendors, dans une version rocksteady sous le titre abrégé Hip Hug, sur leur album Evening Time.
- 1970 : Mongo Santamaría sur Feeling Alright.
- 1988 : Purple Helmets, le groupe de Jean-Jacques Burnel et Dave Greenfield des Stranglers, sur leur album Ride Again.
- 1989 : The Sultans en version rocksteady sur l'abum Musical Fever.
- 2001 : Popa Chubby sur l'album Flashed Back (avec Galea).

### Samples
Hip Hug-Her est samplé par plusieurs artistes de hip-hop.
- 1989 : Roxanne Shanté dans la chanson Fatal Attraction, sur son premier album Bad Sister.
- 1990 : Ice Cube dans Jackin' for Beats, sur l'album Kill at Will[6].
- 1991 :
  - Heavy D & the Boyz, chanson Don't Curse, sur l'album Peaceful Journey, featuring Big Daddy Kane, Grand Puba, Kool G. Rap, Q-Tip & Pete Rock & CL Smooth.
  - Ice Cube, Givin' Up the Nappy Dug Out, sur Death Certificate.
- 1992 :
  - Lord Finesse, I Like My Girls with a Boom, sur Return of the Funky Man (version des Sultans).
  - Das EFX, Looseys, sur Dead Serious.
- 1995 : Ol' Dirty Bastard, Shimmy Shimmy Ya, Return to the 36 Chambers: The Dirty Version.

## Adaptations en français
Dès 1967, Serge Gainsbourg utilise cette musique pour la chanson Hip Hip Hip Hurrah qu’il écrit pour Claude François. Gainsbourg reprend la mélodie et la ryhtmique, se contentant de remplacer l’orgue Hammond de Booker T. par une section de cuivres. Le morceau est signé Serge Gainsbourg, paroles et musique. Les musiciens de Booker T. and the M.G.’s ne sont pas crédités. Cette chanson décalée, machiste et cynique, est plutôt inhabituelle pour Cloclo. Elle paraît en face B de Mais quand le matin.
Deux mois plus tard, Serge Gainsbourg reprend la même musique pour sa propre chanson Chatterton. Cette fois-ci, il modifie l’orchestration. Là encore, Gainsbourg est le seul auteur et compositeur crédité sur le disque.
En 1970, Claude François produit Qu'i m'énerv', le premier 45 tours de Patrick Topaloff. Pour la face B, il lui écrit une chanson humoristique intitulée Hou là là. Il reprend une fois de plus la même musique, mais en l’accélérant.
Booker T. and the M.G’s ne sont crédités comme compositeurs sur aucun de ces trois titres et ne perçoivent aucun droits d’auteurs.
En 1999, Eddy Mitchell reprend un extrait de Hip Hug-Her en introduction de son album Les Nouvelles Aventures d'Eddy Mitchell, enregistré à Memphis. Cette fois-ci, les crédits d’auteurs sont bien attribués à Cropper, Dunn, Jones et Jackson.